# Anabolia subquadrata
Anabolia subquadrata är en nattsländeart som beskrevs av Martynov 1930. Anabolia subquadrata ingår i släktet Anabolia och familjen husmasknattsländor. Inga underarter finns listade i Catalogue of Life.